# Желтощёк
Желтощёк (лат. Elopichthys bambusa) — вид лучепёрых рыб семейства карповых (Cyprinidae), единственный представитель в монотипическом роде Elopichthys.
Достигает в благоприятных условиях длины 1,5—2 м и веса 30—40 кг. Тело удлинённое. Он распространён от бассейна Амура до Южного Китая в реках Сунгари и Уссури, озере Ханка.
Является активным хищником, питается в толще воды корюшкой, востробрюшкой, амурским чебачком, карасём, ловит и пескарей.
Половой зрелости желтощёк достигает на шестом году жизни при длине не менее 60 см. Нерестится в русле реки с начала июня до середины августа, на Амуре с июня по июль. Икра крупная — около 6 мм в диаметре.
У желтощёка жаберные крышки («щёки») имеют жёлтый цвет, отчего и получил своё название. Мясо розоватого цвета, жирное.
Желтощёк — редкая добыча в уловах рыболовов-любителей. Он упорно игнорирует приманки, как естественные, так и искусственные. Ловят желтощёка, как правило, сетями, как промысловые артели так и браконьеры. Особенно большие уловы в октябре — ноябре, перед осенним ледоставом, когда он сбивается в большие стаи.